# Kondurángó
A kondurángó (Gonolobus condurango vagy Marsdenia condurango) a tárnicsvirágúak (Gentianales) rendjébe, a meténgfélék (Apocynaceae) családjába tartozó növényfaj.

## Jellemzése
Ez az alapvetően trópusi és szubtrópusi elterjedésű, szőlőre hasonlító lián a fatörzsekre tekeredik, és a fák csúcsánál keresi a fényt. Levelei szív alakúak, termése 10 cm hosszú. Virágai ernyős virágzatban tömörülnek.

## Gyógyhatása
A kondurángó serkenti a gyomornedvek kiválasztását, fokozza az étvágyat. Anyagcsere-fokozó és gyomornyugtató hatású.

## Felhasználása
A kondurángócserje kérgét gyomorerősítőként és keserűanyagként használják étvágytalanság, gyomorsavhiány vagy gyomorhurut esetén. A gyógykészítményeket a terhességi hányások és (idült vagy heveny) gyomorfájás ellen ajánlják, valamint étvágy- és anyagcsere-fokozó szerként lábadozás idején. A kondurángót kis ezerjófűvel, sárga tárniccsal és közönséges borókával együtt is szokták alkalmazni.

## Figyelmeztetés
Nagy adagokban a kondurángó fokozott nyálelválasztást, hányást, hasmenést okozhat, valamint az összehangolt mozgás zavarait, a pulzus felgyorsulását, szapora légzést, legyengült állapotot idézhet elő.